# Castillo de Dalzell

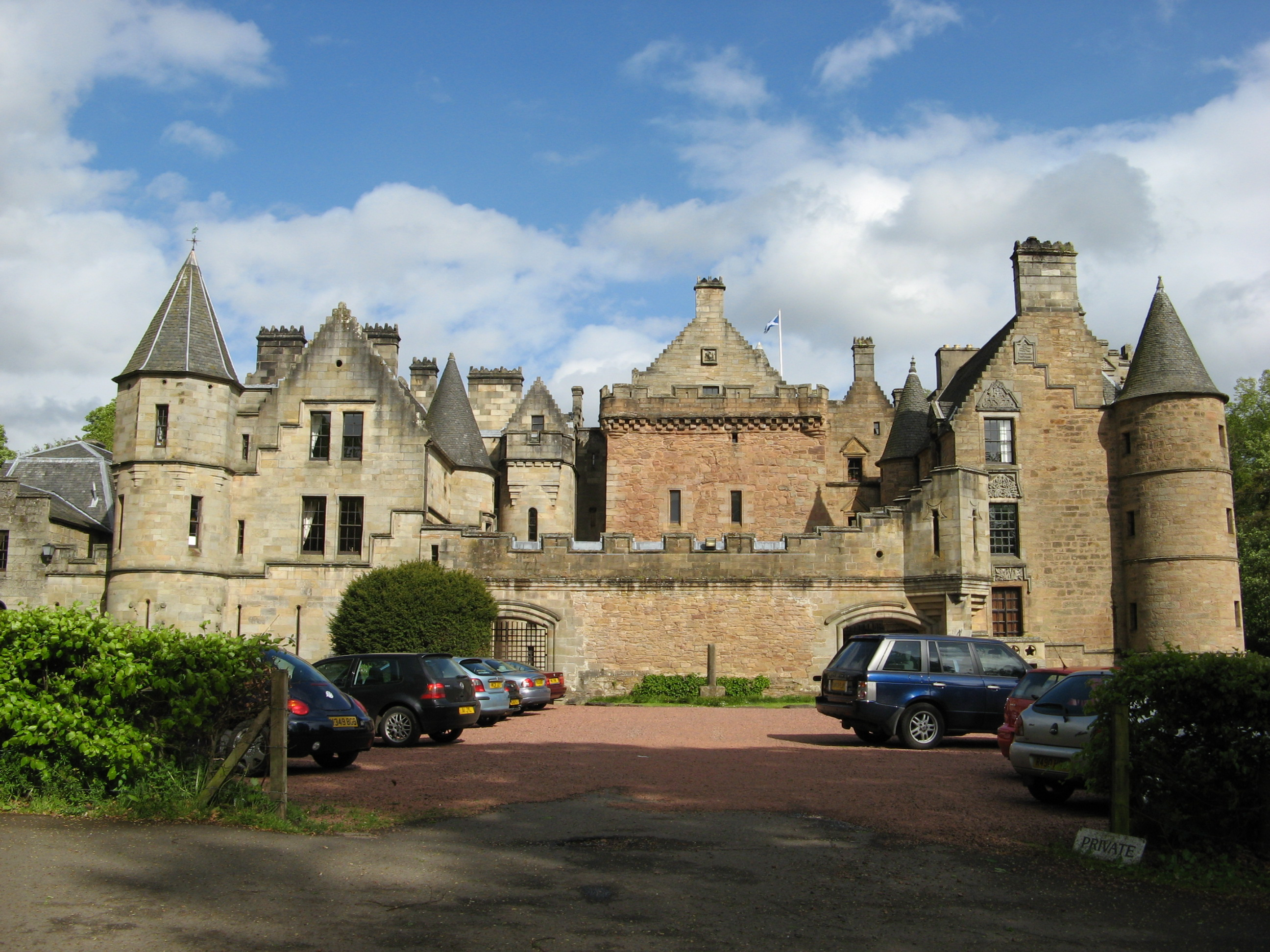
Castillo de Dalzell, Escocia.

El Castillo de Dalzell (en lengua inglesa Dalzell Castle) es un castillo localizado en Motherwell, North Lanarkshire, Escocia.
Su núcleo es la casa de la torre, construcción del siglo XV, con extensas adiciones durante los siglos XVII y XIX. En los años 1980 fue restaurado y dividido para su venta en dieciocho apartamentos privados, mientras que la finca circundante es ahora propiedad del North Lanarkshire Council.
Se encuentra clasificado en la categoría "A" de la "listed building" desde 28 de enero de 1971.